# Деменовская ледяная пещера
Деменовская ледяная пещера (словац. Demänovská ľadová jaskyňa) — пещера в Низких Татрах в Словакии. Является северной частью Деменовской пещеры Свободы. Первое упоминание относится к 1299 году, что делает пещеру одной из самых старых обнаруженных пещер в Европе. После открытия Деменовской пещеры Свободы в 1924 году, интерес к этой пещере сократился. Однако в 1952 году в пещере была произведена реконструкция деревянных лестниц и электрического освещения и пещера вновь открылась. В настоящее время маршрут для посетителей составляет 850 м в длину и занимает около 45 минут. Общая же длина пещеры — 1975 м, высота 57 м.